# Wiśniewski II

Herb Wiśniewski w opracowaniu T. Gajla

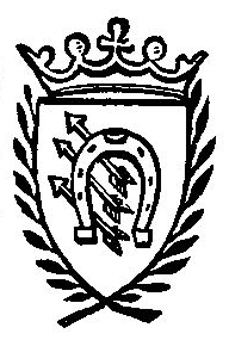
Herb Wiśniewski według W. Wittyga

Wiśniewski − polski  herb szlachecki, herb własny, znany z jedynej pieczęci. 

## Opis herbu
Opis herbu z wykorzystaniem klasycznych zasad blazonowania:
W polu srebrna podkowa barkiem do góry postawiona, podkowa przeszyta na ukos trzema srebrnymi strzałami, strzały skierowane grotami do góry 
Klejnot – nieznany.
Labry – kolor nieznany

## Wzmianki heraldyczne
Herb ten wzmiankuje  i umieścił jego czarno-biały wizerunek Wiktor Wittyg w herbarzu Nieznana szlachta i jej herby:

Wiśniewski, h.własnego w r.1775, w Dukli zaświadcza, że na potrzebę Wężyka, biskupa chełmińskiego i Debolego, podczaszego horodelskiego, uczynił zakup wina

Tadeusz Gajl umieścił wizerunek tego herbu w tablicach herbowych w Herbarzu Polskim.

## Herbowni
Jedna rodzina herbownych:
Wiśniewski.